# Virginie Efira
Virginie Efira (født 5. maj 1977 i Schaerbeek) er en belgiskfødt fransk skuespiller og tv-vært. Hun er især kendt fra en række romantiske komedier som Mon pure couchemar (2011), La chance de ma vie (2011) og Victoria (2016).

## Karriere
Efiras karriere begyndte, da hun blev valgt som vært for et børneprogram på en belgisk tv-kanal. Hun avancerede snart til vært på familieprogrammer og kom derpå til den franske kanal M6. Her blev hun hurtigt en af kanalens faste værter på en række forskellige underholdningsshows, heriblandt det populære musik-realityshow Nouvelle Star. Hun har været gæstestjerne på det meget succesrige skov Kaamelott.
Efiras filmkarriere begyndte, da hun i 2004 lagde fransk stemme til dr. Liz Wilson i Garfield: The Movie, som blev fulgt op med fransk stemme til Piper i Robotter (2005).

## Privatliv
Virginie Efira er datter af den belgiske hæmato-onkolog André Efira og Carina Verelst. Hun er af græsk-jødisk afstamning.
Hun var gift fra 2002 med tv-værten Patrick Redremont, men parret blev separeret i 2005 og skilt i 2009. Hun har nu et forhold til filminstruktøren Mabrouk El Mechri med hvem hun fik datteren Ali i 2013. Hun fik fransk statsborgerskab i 2016.